# آبلی
آبلی (به فرانسوی: Ablis) یک کمون در فرانسه است که در ایولین واقع شده‌است. آبلی ۲۵٫۹۲ کیلومتر مربع مساحت دارد ۱۵۱ متر بالاتر از سطح دریا واقع شده‌است.